# Las calles de Madrid
Las calles de Madrid es una obra de Hilario Peñasco de la Puente y Carlos Cambronero, publicada por primera vez en 1889.

## Descripción
La primera edición de la obra, que llevaba el subtítulo de «noticias, tradiciones y curiosidades», salió del establecimiento tipográfico de Enrique Rubiños en 1889. Tras un repaso de la historia de la ciudad de Madrid a modo de introducción, Hilario Peñasco de la Puente y Carlos Cambronero recorren luego calles, travesías, plazas y otras vías públicas; empiezan con la calle de la Abada y concluyen más de quinientas páginas después con la de Zurita. «Llenar este vacío; reunir con escrupulosa investigación cuantos datos referentes á las calles de Madrid aparecen desperdigados entre manuscritos originales, y llamar la atención sobre los errores que la ignorancia ó la conveniencia propagaron respecto á tradiciones madrileñas, tal ha sido nuestro propósito», resumían en la introducción los autores, que esperaban haber colocado «la primera piedra de un edificio que otros con más acierto (no con mejor deseo) llegarán á terminar».